# Flip4Mac
Flip4Mac是Telestream, Inc.其下的一個注冊商標，是一系列Mac多媒體工具軟件。
它最出名的是，它是唯一可以在QuickTime中播放Windows Media的插件（Plug-in）。不過，亦有其他多媒體播放器可以播放Microsoft擁有專利的WMV和WMA，但不是在QuickTime介面下。
Flip4Mac基本版原本是免費軟件，但播放時會帶有水印。2014年5月1日推出的Flip4Mac v3.3，其基本版改為收費軟件。

## Windows Media Components
2006年1月12日，Microsoft不再提供Windows Media Player for Mac OS X，並提供免費的Flip4Mac代替。Microsoft在網頁上稱為之
"QuickTime 適用之 Windows Media Components"。
除了作為QuickTime插件，它亦是網頁瀏覽器插件，可以在Safari和Firefox等瀏覽器上播放串流的Windows Media。

## 外部連結
- Telestream website（页面存档备份，存于）
- Flip4Mac website
- Microsoft website（页面存档备份，存于）